# Hotelschool
Een hotelschool is een onderwijsinstelling waar jongeren opgeleid worden voor een functie binnen de horeca (of aanverwante sectoren) in het algemeen of het hotelwezen in het bijzonder. De meeste hotelscholen bieden meerdere studierichtingen aan, zoals:
- hotel (manager of beheer)
- keuken (koksopleiding; uitvoerend of leidinggevend)
- restaurant (bedieningsopleiding; uitvoerend of leidinggevend)
- traiteur
- brood en banket, patisserie
- catering
- toerisme, vrije tijd (leisure)
- facilitair

Aangezien de opleidingen een behoorlijke infrastructuur vereisen, worden in deze scholen ook nog vaak avondcursussen of bijscholingen georganiseerd, dikwijls in het kader van het volwassenenonderwijs, maar ook voor privé-onderwijs.

## Indeling
Een hotelschool kan opleidingen aanbieden op het niveau 
- voortgezet onderwijs (Nederland) in het mbo of als Middelbare Horeca(vak)school (MHS)
- secundair onderwijs (Vlaanderen), zowel in het technisch als het beroepsonderwijs.

Daarnaast worden er ook opleidingen gegeven op het bachelor-niveau, in Nederland bekend als Hoge Hotelschool, in Vlaanderen als hotelmanagement, een opleiding binnen enkele hogescholen. 

## Voorbeelden
Hotelscholen op niveau hoger onderwijs, opleiding bachelor hotelmanagement, zijn er onder meer in:
- Amsterdam: Hotel- en eventmanagement, Hogeschool Tio
- Amsterdam: Hotel en hospitality management, EuroCollege Hogeschool
- Apeldoorn: Hoger Hotelonderwijs, Saxion Hogescholen, Saxion
- Antwerpen: COOVI, departement van de Hogeschool Antwerpen
- Breda: International Hotel Management, onderdeel van NHTV internationaal hoger onderwijs Breda, later Breda University of Applied Sciences (BUas)
- Brugge: departement handelswetenschappen en bedrijfskunde van de Katholieke Hogeschool Brugge-Oostende
- Brussel: CERIA, departement van de Erasmushogeschool
- Den Haag: Hotelschool The Hague
- Eindhoven: Hotel- en eventmanagement, Hogeschool Tio
- Hengelo: Hotel- en eventmanagement, Hogeschool Tio
- Hilversum: Business School Notenboom, hotelmanagement
- Leeuwarden: International Hospitality Management, onderdeel van de Christelijke Hogeschool Nederland
- Maastricht: Business School Notenboom, hotelmanagement
- Maastricht: Hotel Management School Maastricht (HMSM), onderdeel van Hogeschool Zuyd
- Namen:  De École Hôtelière Provinciale de Namur op de Citadel, onderdeel van de Haute École de la Province de Namur
- Rotterdam: Hotel- en eventmanagement, Hogeschool Tio
- Rotterdam: Hotel- en hospitalitymanagement, EuroCollege
- Utrecht: Hotel- en eventmanagement, Hogeschool Tio
- Utrecht: Hotel en hospitality management, EuroCollege

Hotelscholen op middelbaar niveau zijn er onder meer te:
- Almelo: het ROC van Twente
- Amersfoort: het ROC MBO Amersfoort Hotel & Hospitality
- Antwerpen: Provinciaal instituut PIVA
- Aarschot: SIMA
- Breda: het Cingel College / Roc West-Brabant
- Brugge: Hotel- en Toerismeschool Spermalie
- Brugge: Hotelschool Ter Groene Poorte
- Hasselt
- Herk-de-Stad: Hotelschool "Ter Hercke"
- Hoogstraten: Instituut Spijker
- Koksijde: Hotelschool "Ter Duinen"
- Leiden: het ROC
- Mechelen: COLOMAplus
- Wageningen: ROC Rijn IJssel Vakschool Wageningen, tevens locatie in Arnhem
- Wemmel: KTA Campus Wemmel